# Teenage Angst
Pour l’article homonyme, voir Teenage Angst (film).
Singles de Placebo
36 Degrees Nancy Boy
Teenage Angst est une chanson du groupe de rock Placebo. C'est la deuxième piste de l'album Placebo. Elle est sortie en single le 16 septembre 1996.
Sur un son résolument punk rock, Placebo aborde ici le thème, immanquable pour tout groupe de teenage rock, de la crise de l'adolescent qui s'apitoie sur son sort et tente d'évacuer sa frustration au péril de sa vie. (« Since I was born I started to decay, now nothing ever ever goes my way » : « J'ai commencé à décrépir dès que je suis né, maintenant rien ne va jamais comme je le voudrais »).

## Liste des titres du single
CD1 
1. Teenage Angst
2. Been Smoking Too Long
3. Hug Bubble

CD2
1. Teenage Angst [Amsterdam VPRO Sessions]
2. H.K Farewell
3. Hug Bubble [Brad Wood Mix]